# Weingut Markus Schneider
Das Weingut Markus Schneider ist ein deutsches Weingut in Ellerstadt im Weinbaugebiet Pfalz.

## Entwicklung
Markus Schneider (* 1975) erlernte das Winzerhandwerk von 1991 bis 1994 auf dem Weingut Dr. Bürklin-Wolf in Wachenheim an der Weinstraße. Sein Vater Klaus Schneider hatte als Traubenlieferant für die örtliche Winzergenossenschaft bereits Weinbau betrieben und 1990 ein eigenes Weingut gegründet. 1994 stieg sein Sohn Markus Schneider ein und strukturierte den Betrieb gemeinsam mit seinem Vater in ein selbst vermarktendes Weingut um. 1994 war der erste Jahrgang, dessen Weine unter eigenem Namen vermarktet wurden.
1996 brachte das Gut einen Rotwein ohne Rebsortenbezeichnung heraus, der nur „Rotwein“ hieß und die Beachtung der Fachwelt fand. Dieser Wein wurde aus den Trauben der Rebsorte Blauer Portugieser hergestellt, die zum Teil in den 1920er Jahren gepflanzt worden waren. Die folgenden Jahrgänge dieses Wein wurden von Weinkritikern wie Stuart Pigott, Gerhard Eichelmann und Till Ehrlich als ein neuer Typus des deutschen Rotweins bezeichnet.
In den folgenden Jahren entwickelte das Weingut neben klassischen Lagenweinen verstärkt Weine auf der Basis von roten und weißen Cuvées. Neu war der Rebsortenmix, der nicht nur auf traditionelle Pfälzer Rebsorten wie Riesling setzte, sondern auch auf internationale wie Sauvignon Blanc, Syrah und Merlot. Die Vermarktung setzt auf nichttraditionelle, moderne Etiketten und Weinnamen. Schneider entwickelt Weine zu Marken und erreicht damit neue, urbane Weinkonsumenten.
Das Weingut ist der führende Erzeuger der Weinbaugemeinde Ellerstadt. Schneider verzichtet auf Lagenbezeichnungen und Prädikate, füllt daher alle Weine als Q.b.A.s ab. Der Qualitätsschwerpunkt liegt im Rotweinbereich.
Das Weingut hat eine starke Medienpräsenz. 2003 wurde Schneider von der Fachzeitschrift Der Feinschmecker zum „Newcomer“ des Jahres gewählt. 2006 wurde er vom Weinführer „Gault Millau WeinGuide Deutschland“ als „Entdeckung des Jahres“ und 2007 als „Aufsteiger“ ausgezeichnet. Seit 2007 wird die Gesamtleistung des Betriebes mit 3 von 5 Trauben bewertet. In Gerhard Eichelmanns Weinführer „Eichelmann. Deutschlands Weine“ wird das Weingut seit 2000 bewertet, seit 2006 ist die Betriebsleistung mit 4 von 5 Sternen klassifiziert.

## Lagen, Rebsorten
Das Weingut nutzt eigene aber auch gepachtete Weingärten für den Weinbau. Neben warmen Lagen im Tal rund um Ellerstadt besitzt das Weingut auch Lagen in höheren und kühleren Regionen am Rande des Haardtgebirges. Die bewirtschaftete Rebfläche des Weinguts verteilt sich u. a. auf die Einzellagen „Ellerstadter Kirchenstück“ (Ellerstadt) und Nonnengarten (Bad Dürkheim).
Die 92 Hektar Rebfläche verteilen sich auf folgenden Rebsorten:
Weiße Rebsorten (50 %): Riesling, Weißer Burgunder, Grauburgunder, Chardonnay, Sauvignon Blanc und Viognier
Rote Rebsorten (50 %): Spätburgunder, Merlot, Blaufränkisch, Syrah, Cabernet Sauvignon, Cabernet Franc und Blauer Portugieser

## Weine
Die typische Weinstilistik des Weinguts sind konzentrierte, aromenintensive, fruchtbetonte Weine. Dies wird durch Ertragsreduzierung im Weinberg und eine späte Lese erreicht, wobei die Weinbauarbeit auf die physiologische Reife Beeren ausgerichtet ist. Beim Ausbau steht die natürliche Mostkonzentration mit traditionellen Methoden der Weinbereitung im Mittelpunkt. Dies wird bei der Rosé- und Rotweinbereitung durch Saftabzug nach der Saignée-Methode von bis zu 40 Prozent erreicht. Außerdem wird für Rotwein eine sehr langsame, klassische Maischegärung durchgeführt, die bei Premiumweinen bis zu 3 Monate dauert. Die Reifung findet traditionell in Holzfässern und Barriques statt. Weißweine werden mit langen Maischestandzeiten (bis zu 48 Stunden) vinifiziert. Die Reifung findet bis unmittelbar vor der Füllung im Frühjahr nach der Ernte in Edelstahltanks, Holzfässern und Barriques auf der Feinhefe statt.
Bekannte Weine des Weinguts Schneider sind unter anderem die Rotweine Ursprung und Black Print sowie der Weißwein Kaitui. Die Jahresproduktion des Betriebes beläuft sich auf etwa 800.000 Flaschen.

## Auszeichnungen
- 2003: Newcomer des Jahres – Der Feinschmecker
- 2006: Entdeckung des Jahres – „Gault Millau WeinGuide Deutschland“
- seit 2006: 4 Sterne im  „Eichelmann. Deutschlands Weine“; („Hervorragender Erzeuger“)[9]
- seit 2007: 3 Trauben im „Gault Millau WeinGuide Deutschland“; („Sehr guter Erzeuger, der seit Jahren konstant hohe Qualität liefert.“)[8]

## Filme
- Deutschlands Traumstraßen. Die Weinstraße. Dokumentarfilm, Deutschland, 2015, 43:04 Min., Buch und Regie: Franziska Boeing, Produktion: arte, Reihe: Deutschlands Traumstraßen, Erstsendung: 17. April 2015 bei arte, Inhaltsangabe von ARD.

- Weinwunder Deutschland. Guter Wein in rauen Mengen? Dokumentarfilm, Deutschland, 2010, 28:24 Min., Buch: Stuart Pigott und Alexander Saran, Regie: Alexander Saran, Produktion: moviepool, megaherz, Bayerischer Rundfunk, Reihe: Weinwunder Deutschland, Erstsendung: 31. Dezember 2010 beim Bayerischen Fernsehen, Inhaltsangabe von ARD.